# Drapetis brevicula
Drapetis brevicula är en tvåvingeart som beskrevs av Axel Leonard Melander 1928. Drapetis brevicula ingår i släktet Drapetis och familjen puckeldansflugor.
Artens utbredningsområde är Taiwan. Inga underarter finns listade i Catalogue of Life.